# 新町駐屯地
新町駐屯地（しんまちちゅうとんち、JGSDF Camp Shinmachi）は、群馬県高崎市新町1080に所在し、第12後方支援隊等が駐屯する陸上自衛隊の駐屯地である。

## 概要
駐屯地司令は、第12後方支援隊長が兼務。隷属する分屯地として吉井分屯地がある。最寄の演習場は、相馬原演習場。

## 沿革
警察予備隊新町駐屯地
- 1951年（昭和26年）8月20日：青柳製作所の跡地に新町駐屯地が開設され、警察予備隊が駐屯[1]。
- 1952年（昭和27年）5月26日：第1管区隊偵察中隊が松本駐屯地から移駐。

保安隊新町駐屯地
- 1952年（昭和27年）
  - 10月15日：保安隊が発足[2]。
  - 11月22日：独立第1特車大隊が編成完結。

- 1953年（昭和28年）
  - 7月3日：独立第1特車大隊が南恵庭駐屯地へ移駐[3]。
  - 7月25日：第61連隊第2大隊が豊川駐屯地から移駐[4]。
- 1954年（昭和29年）1月19日：部隊改編により、第2連隊第3大隊が第1連隊第2大隊に改編、第2大隊長が新町駐屯地部隊長に職務指定。

陸上自衛隊新町駐屯地
- 1954年（昭和29年）
  - 7月1日：陸上自衛隊設置に伴い新町駐屯地が開設される[5][6]。
  - 7月5日：第3陸曹教育隊が第1管区隊隷下部隊として新編。
  - 8月12日：第1偵察中隊が相馬原駐屯地へ移駐。
  - 10月10日：第1偵察中隊が相馬原駐屯地から再び移駐。
- 1956年（昭和31年）1月25日：第13普通科連隊発足により、第1普通科連隊第2大隊が第13普通科連隊に第3大隊として編入。第3大隊長が新町駐屯地司令に職務指定。
- 1959年（昭和34年）3月31日：第1偵察中隊が相馬原駐屯地へ移駐。
- 1960年（昭和35年）3月20日：第3陸曹教育隊が駒門駐屯地へ移駐。
- 1962年（昭和37年）
  - 1月18日：第1管区隊の師団制移行への改編。

  1. 第13普通科連隊第3大隊を基幹として第34普通科連隊が編成完結。
  2. 第12師団新編により隷下に第12施設大隊、第12対戦車隊、第12補給隊、第12衛生隊が編成され駐屯。第12施設大隊長が新町駐屯地司令に職務指定。

  - 1月20日：第34普通科連隊が板妻分屯地に移駐（2月10日完了）。
- 1967年（昭和42年）8月-9月：第12施設大隊が羽越豪雨の被災現場へ災害派遣。新潟県加治川の破堤現場の修復等に従事[7]。
- 1991年（平成3年）3月29日：師団近代化への改編に伴い、第12後方支援連隊が第12武器隊・第12補給隊・第12輸送隊・第12衛生隊を統合して編成完結。
- 2001年（平成13年）3月27日：第12師団の旅団への改編に伴い、隷下部隊をそれぞれ改編。第12後方支援隊長が新町駐屯地司令に職務指定。

1. 第12後方支援連隊 → 第12後方支援隊（定員は変化無し）
2. 第12対戦車隊 → 第12対戦車中隊（定員は変化無し）
3. 第12施設大隊 → 第12施設中隊（中隊への改編に伴い定員は若干減少したものの部隊の充足率は向上）

- 2013年（平成25年）3月26日：第12施設中隊を第12施設隊に改編。

- 2015年（平成27年）3月26日：第339会計隊が廃止[8]され、第406会計隊新町連絡班を設置。
- 2023年（令和05年）3月15日：第12対戦車中隊を廃止。

## 駐屯部隊

### 東部方面隊隷下部隊
- 第12旅団
  - 第12後方支援隊
  - 第12施設隊
- 東部方面システム通信群
  - 第105基地システム通信大隊
    - 第317基地通信中隊
      - 新町派遣隊

- 東部方面会計隊
  - 第406会計隊
    - 新町連絡班
- 新町駐屯地業務隊

### 防衛大臣直轄部隊
- 東部方面警務隊
  - 第125地区警務隊
    - 新町連絡班

## 過去の駐屯部隊
- 独立第1特車大隊：1953年（昭和28年）7月3日、南恵庭駐屯地へ移駐[3]。
- 第1偵察中隊（第1管区隊偵察中隊）：1952年（昭和27年）5月26日から1954年（昭和29年）8月12日、1954年（昭和29年）10月10日から1959年（昭和34年）3月31日、相馬原駐屯地へ移駐。
- 第3陸曹教育隊：1960年（昭和35年）4月、駒門駐屯地へ移駐。
- 第34普通科連隊：1962年（昭和37年）1月18日、板妻分屯地へ移駐。
- 第12後方支援連隊：2001年（平成13年）3月27日、第12後方支援隊に改編。
- 第12対戦車隊：2001年（平成13年）3月27日、第12対戦車中隊に改編。
- 第12施設大隊：2001年（平成13年）3月27日、第12施設中隊に改編。
- 第12施設中隊：2013年（平成25年）3月26日、第12施設隊に改編。
- 第339会計隊：2015年（平成27年）3月26日、廃止。

## 最寄の幹線交通
- 高速道路：上信越自動車道 藤岡IC、関越自動車道 高崎IC/本庄児玉IC、北関東自動車道 前橋南IC
- 一般道：国道17号、国道18号、国道254号、国道354号、群馬県道・埼玉県道13号前橋長瀞線、群馬県道・埼玉県道23号藤岡本庄線、群馬県道40号藤岡大胡線、群馬県道178号中島新町線
- 鉄道：JR東日本高崎線 新町駅
- 飛行場：群馬ヘリポート、高崎ヘリポート（公共用ヘリポート）

## 重要施設
- 西毛変電所（1次変電所）（藤岡市）